# ویین چتکوویچ
ویین چتکوویچ (سیریلیک صربی: Војин Ћетковић؛ ۲۲ اوت ۱۹۷۱ – ) بازیگر اهل صربستان است. وی از سال ۱۹۹۳ میلادی تاکنون مشغول فعالیت بوده‌است. از فیلم‌های او می‌توان به باغ‌وحش انسانی اشاره کرد.